# Булавоножки
Булавоножки (лат. Syritta) — род мух-журчалок из подсемейства Eristalinae.

## Описание
Мухи чёрной и желто-оранжевой или коричневой окраски. Бёдра задних ног расширены.

## Экология и местообитания
Личинки развиваются разлагающихся органических веществах растительного и животного происхождения. Взрослые особи питаются пыльцой и нектаром цветков различных травяных растений.

## Виды и распространение
В состав рода включают 61 вид:
- Syritta aenigmatopatria Hardy, 1964
- Syritta albopilosa Lyneborg & Barkemeyer, 2005 — Западная Африка
- Syritta barbata Lyneborg & Barkemeyer, 2005 — Западная Африка
- Syritta bulbus Walker, 1849 — Западная Африка
- Syritta divergata Lyneborg & Barkemeyer, 2005 — Западная Африка
- Syritta fasciata (Wiedemann, 1830) — Западная Африка
- Syritta flaviventris Macquart, 1842 — Африка, Европа, интродуцирован в Северную Америку и на Остров Пасхи
- Syritta hackeri Klocker, 1924 — Австралия, Гавайские острова, остров Ява
- Syritta indica Wiedemann, 1824 — Индия, Непал, Тайвань
- Syritta leucopleura Bigot, 1859 — Западная Африка
- Syritta longiseta Lyneborg & Barkemeyer, 2005 — Западная Африка
- Syritta noona Lyneborg & Barkemeyer, 2005 — Папуа-Новая Гвинея
- Syritta oceanica Macquart, 1955 — Австралия, Полинезия, Гавайские острова, Соломоновы острова
- Syritta orientalis Macquart, 1842 — Индия, Австралия, Гавайские острова, Индонезия, Микронезия
- Syritta papua Lyneborg & Barkemeyer, 2005 — Папуа-Новая Гвинея
- Syritta pipiens (Linnaeus, 1758)
- Syritta polita Lyneborg & Barkemeyer, 2005 — Папуа-Новая Гвинея
- Syritta snyderi Shiraki, 1963 — Бонинские острова
- Syritta stigmatica Loew, 1858 — Западная Африка
- Syritta vittata Portschinsky, 1857 — Европа

## Распространение
Имеет всесветное распространение. Центром видового разнообразия является Африка. В Северную и Южную Америку интродуцированы два вида Syritta pipiens и Syritta flaviventris.